# Kieselwitz
Kieselwitz (niedersorbisch Kislica) ist ein Ortsteil der amtsangehörigen Gemeinde Schlaubetal im Landkreis Oder-Spree in Brandenburg. Bis zur Zusammenlegung mit zwei anderen Gemeinden am 26. Oktober 2003 war Kieselwitz eine eigenständige Gemeinde.

## Lage
Kieselwitz liegt im Norden der Niederlausitz und im Süden des Naturparks Schlaubetal, etwa zehn Kilometer südwestlich von Eisenhüttenstadt und 22 Kilometer nordwestlich der Stadt Guben. Umliegende Ortschaften sind Bremsdorf im Norden, Fünfeichen und der zu Eisenhüttenstadt gehörende Ortsteil Diehlo im Nordosten, die zur Gemeinde Neuzelle gehörenden Ortsteile Möbiskruge im Osten, Kobbeln und Treppeln im Südosten und Bahro im Süden, der zur Stadt Friedland gehörende Ortsteil Chossewitz im Südwesten sowie der Ortsteil Dammendorf der Gemeinde Grunow-Dammendorf im Nordwesten.
An der westlichen Gemarkungsgrenze von Kieselwitz fließt die Schlaube. Der Ort liegt an der Kreisstraße 6709, die Bundesstraße 246 verläuft etwa vier Kilometer nördlich und die Landesstraße 43 etwa drei Kilometer südlich. Der Klautzkesee liegt teilweise auf der Gemarkung von Kieselwitz. Östlich von Kieselwitz befindet sich mit den Spitzbergen die höchste Erhebung auf der Gemarkung (ca. 148 m ü. NHN).

## Geschichte
Kieselwitz taucht erstmals im Jahr 1300 mit dem Namen Kyslicz urkundlich auf, 1426 wurde der Ort mit dem Namen Kyslowicz erwähnt. Der Ortsname ist von dem niedersorbischen Wort „kisały“ abgeleitet, was „sauer“ bedeutet, und beschreibt eine Siedlung auf saurem Boden. Der Ort gehörte bis zur Säkularisation am 25. Februar 1817 zum Kloster Neuzelle und kam danach an das Rentamt Neuzelle.
Im Jahr 1817 lebten in Kieselwitz 185 Einwohner, diese hatten an das Rentamt Neuzelle eine Schatzung von 1294 Gulden und acht Pfennigen abzugeben. Die Topographisch-statistische Übersicht des Regierungsbezirks Frankfurt a. d. O. verzeichnet in Kieselwitz für das Jahr 1840 285 Einwohner in 41 Wohngebäuden. Der Ort verfügt über keine eigene Kirche und war nach Fünfeichen eingepfarrt. Für das Jahr ist zudem eine Wassermühle an der Schlaube verzeichnet. 1864 wurden im Dorf 334 Einwohner und 43 Gebäuden gezählt, die Siedlung Kieselwitzer Mühle hatte 15 Einwohner in vier Gebäuden.
Der Ort liegt in der Nähe des ehemaligen SS-Truppenübungsplatzes Kurmark und sollte aufgrund der geplanten Erweiterung des Übungsplatzes zwangsumgesiedelt werden. Aufgrund des Kriegsendes im Mai 1945 und der Räumung des Truppenübungsplatzes durch Soldaten der Roten Armee kam es jedoch nicht mehr dazu.
Vor 1815 gehörte Kieselwitz zum Gubenischen Kreis. Als Ergebnis des Wiener Kongresses kam die Niederlausitz, die vorher zum Königreich Sachsen gehörte, an das Königreich Preußen. Danach wurde der historische Gubenische Kreis in Landkreis Guben umbenannt und Teil des Regierungsbezirks Frankfurt in der Provinz Brandenburg. Bremsdorf war ein Ort des Amtsbezirks Siehdichum. Am 1. Juli 1950 wurde der Landkreis Guben aufgelöst und die Gemeinde Kieselwitz kam zum Landkreis Frankfurt (Oder). Bei der Kreisneubildung in der DDR am 25. Juli 1952 wurde Kieselwitz dem Kreis Eisenhüttenstadt-Land im Bezirk Frankfurt (Oder) zugeordnet. Nach der Wende wurde der Kreis Eisenhüttenstadt-Land in Landkreis Eisenhüttenstadt umbenannt, dieser fusionierte im Zuge der Kreisreform im Dezember 1993 mit zwei weiteren Landkreisen zum heutigen Landkreis Oder-Spree. Am 24. April 2002 genehmigte der Minister des Innern des Landes Brandenburg den Zusammenschluss der Gemeinden Bremsdorf, Fünfeichen und Kieselwitz zur neuen Gemeinde Schlaubetal, welcher am 26. Oktober 2003 wirksam wurde.

## Denkmale
Das Wohnhaus Lindenweg 3 ist in der Denkmalliste des Landes Brandenburg eingetragen. Des Weiteren liegen drei Bodendenkmale auf der Gemarkung von Kieselwitz.

## Einwohnerentwicklung
| 1875 | 340 | 1939 | 286 | 1981 | 287 |
| 1890 | 305 | 1946 | 389 | 1985 | 292 |
| 1910 | 312 | 1950 | 348 | 1989 | 315 |
| 1925 | 325 | 1964 | 281 | 1995 | 339 |
| 1933 | 327 | 1971 | 291 | 2002 | 451 |